# Jacob Scipio
Jacob Muntaz Scipio (Islington, London, 1993. január 10. –) angol színész és író. 
A Bad Boys – Mindörökké rosszfiúk című filmben ő alakította a gonosz Armando Aretas szerepét.
A CPO Productions társalapítója.
Karrierje a Some Girls, As the Bell Rings és White Teeth című brit sorozatokban kezdődött.

## Fiatalkora
Indiai, guyanai és angol felmenőkkel rendelkezik. A St. Michael's Church of England Primary Schoolban tanult, majd az Essexi Egyetemen diplomázott.

## Filmográfia

### Film
| Év   | Magyar cím                                  | Eredeti cím                             | Szerep                           | Magyar hang            |
| ---- | ------------------------------------------- | --------------------------------------- | -------------------------------- | ---------------------- |
| 2018 | A Hunter Killer küldetés                    | Hunter Killer                           | 2. szonár                        |                        |
| 2019 | A túlélés ára                               | We Die Young                            | Thomas                           |                        |
| 2020 | Bad Boys – Mindörökké rosszfiúk             | Bad Boys for Life                       | Armando Aretas                   | Fehér Tibor            |
| 2020 | A helyőrség                                 | The Outpost                             | Justin T. Gallegos törzsőrmester | Horváth-Töreki Gergely |
| 2021 | Bűntudat nélkül                             | Without Remorse                         | Hatchet                          |                        |
| 2022 | Waldo                                       | Last Looks                              | Don Q                            |                        |
| 2022 | A gigantikus tehetség elviselhetetlen súlya | The Unbearable Weight of Massive Talent | Carlos                           |                        |
| 2023 | Feláldozh4tók                               | Expend4bles                             | Galan                            | Fehér Tibor            |
| 2024 | Bad Boys – Mindent vagy többet              | Bad Boys: Ride or Die                   | Armando Aretas                   | Fehér Tibor            |

### Televízió
| Év        | Magyar cím           | Eredeti cím       | Szerep         | Megjegyzések           |
| --------- | -------------------- | ----------------- | -------------- | ---------------------- |
| 2007–2009 |                      | As the Bell Rings | Bip            | 6 epizód               |
| 2013      |                      | Some Girls        | Tyler Blaine   | 3 epizód               |
| 2015–2018 | Bob, a mester        | Bob the Builder   | Leo            | 98 epizód              |
| 2022      | Azt hittem, ismerlek | Pieces of Her     | Michael Vargas | minisorozat (5 epizód) |